# Plan del Palmar
Plan del Palmar är en ort i Mexiko.   Den ligger i kommunen Papantla och delstaten Veracruz, i den sydöstra delen av landet, 210 km nordost om huvudstaden Mexico City. Plan del Palmar ligger 177 meter över havet och antalet invånare är 668.
Terrängen runt Plan del Palmar är platt. Runt Plan del Palmar är det ganska tätbefolkat, med 67 invånare per kvadratkilometer. Närmaste större samhälle är Poza Rica de Hidalgo, 14,0 km norr om Plan del Palmar. Omgivningarna runt Plan del Palmar är en mosaik av jordbruksmark och naturlig växtlighet.